# دیو باست
دیو باست (انگلیسی: Dave Bassett؛ زادهٔ ۴ سپتامبر ۱۹۴۴) بازیکن فوتبال اهل بریتانیا است.
از باشگاه‌هایی که در آن بازی کرده‌است می‌توان به باشگاه فوتبال ویمبلدون، باشگاه فوتبال وایکام واندررز، و باشگاه فوتبال سنت آلبنز سیتی اشاره کرد.
وی همچنین در تیم ملی فوتبال England Amateurs بازی کرده‌است.